# Anatoly Baidachny
Anatoly Nikolayevich Baidachny (Moscou, 1 de outubro de 1952) é um treinador e ex-futebolista soviético, que atuava como atacante.

## Carreira
Anatoly Baidachny fez parte do elenco da Seleção Soviética de Futebol, da Euro de 1972.